# 川合千春
川合千春（日语：かわい ちはる、1973年4月22日—）是出身於日本北海道函館市的演員及配音員。目前隸屬於Office Walker。

## 演出作品

### 電影
- 武者回歸（2002年）

### 電視劇
- 多重人格侦探～雨宫一彦的归还～

## 外部連結
- 川合千春官方网站